# Departamento de Capayán
Departamento de Capayán är en kommun i Argentina.   Den ligger i provinsen Catamarca, i den norra delen av landet, 1 000 km nordväst om huvudstaden Buenos Aires. Antalet invånare är 6 358. Arean är 4 284 kvadratkilometer.
Terrängen i Departamento de Capayán är varierad.
Omgivningarna runt Departamento de Capayán är i huvudsak ett öppet busklandskap. Runt Departamento de Capayán är det mycket glesbefolkat, med 3 invånare per kvadratkilometer.